# Taranis percarinata
Taranis percarinata é uma espécie de gastrópode do gênero Taranis, pertencente a família Raphitomidae.